# Leopold Dippel

Leopold Dippel, 1896

Leopold Dippel (* 4. August 1827 in Lauterecken, Königreich Bayern; † 4. März 1914 in Darmstadt) war ein deutscher Botaniker und Autor über Mikroskopie.

## Leben
Dippel war Sohn des königlich-bayerischen Oberförsters Carl Albert Dippel im nordpfälzischen Lauterecken. Er besuchte die Gymnasien in Kaiserslautern und Zweibrücken und studierte ab 1845 an der Forstakademie in Aschaffenburg, wo er Mitglied des später nach München verlegten Corps Hubertia wurde. 1848 absolvierte er die Abgangsprüfung. Später setzte er seine Studien in Jena fort. Hier wandte er sich unter der Leitung von Matthias Jacob Schleiden vor allem der Botanik zu und begann seine bahnbrechenden Arbeiten auf dem Gebiet der Mikroskopie und seine Forschungen über den Aufbau der Pflanzenkörper. 1854 legte Dippel die Staatsprüfung für Mathematik und Naturwissenschaften ab.
1867 erschien Dippels „Das Mikroskop und seine Anwendung“, ein Lehrbuch mit etwa 500 Seiten, in dem er auch die Qualität der Mikroskope von 14 deutschen und ausländischen Herstellern untersuchte.
Ab Juli 1869 wirkte Dippel als ordentlicher Professor für Botanik und Zoologie an der TH Darmstadt auf dem Gebiet der Mikroskopie, Botanik (seit 1871), der Zellen- und Gewebelehre. Mit dieser Position war von Anfang an die Leitung des Botanischen Gartens in Darmstadt verbunden. Dieser existierte seit 1814 zunächst im Schlossgraben, wurde nach mehreren Umzügen innerhalb von Darmstadt aber erst 1874 an seinen heutigen Standort auf dem Gelände der ehemaligen Achsenmühle im Osten von Darmstadt verlegt. Dippel war der Organisator dieses Umzugs. Das ca. 5 ha große Gelände mit einem Niveauunterschied von 12 m, das zudem feuchte und trockene Teile umfasste, war geeignet, auch ein großzügiges Arboretum anzulegen. Dippels Interesse galt besonders der Dendrologie (Baumkunde). Das bekannte Arboretum (lat. arbor = der Baum, Baumsammlung) geht auf ihn zurück. Er trug dort eine heute noch bedeutsame Sammlung ausländischer Gehölze zusammen, die zu einem großen Teil von Carl Albert Purpus in Nordamerika und Mexiko gesammelt und nach Deutschland verschickt wurden. Nach dem Tod Karl Kochs übernahm Leopold Dippel dessen Idee und forderte ein öffentliches Nationalarboretum des Deutschen Reichs, was jedoch nicht verwirklicht wurde. Zum Ende des Sommersemesters 1896 trat er in den Ruhestand.
Dippel war 1882–87 Dekan der Chemisch-Technischen Schule und 1870–71 Rektor der TH Darmstadt. Er war seit 1851 mit Sophie Fried verheiratet.

## Ehrungen
- 1863: Preis der Französischen Akademie der Wissenschaften.
- 1864/65: Preise der Niederländischen Gesellschaft für experimentelle Naturwissenschaften.
- 1865: Ehrendoktorwürde der Philosophischen Fakultät der Universität Bonn.
- 1914: Ehrenmitglied der Royal Microscopical Society, London.

Dippel war Ehrenmitglied und Meister des Freien Deutschen Hochstifts zu Frankfurt am Main.
Ihm zu Ehren wurde die Ulmen-Hybride Ulmus × dippeliana C.K. Schneid. benannt.

## Werke
- Das Mikroskop und seine Anwendung. Band I, 1867 Friedrich Vieweg und Sohn, Braunschweig (2., umgearb. Aufl. 1882); Band II, 1869 (2., umgearb. Aufl. 1898).
- Handbuch der Laubholzkunde. Beschreibung der in Deutschland heimischen und im Freien kultivierten Bäume und Sträucher. Für Botaniker, Gärtner und Forstleute (1889 bis 1893 Teil I bis III) doi:10.5962/bhl.title.12978 doi:10.5962/bhl.title.20463
- Mitarbeit an Die gesamten Naturwissenschaften. Dritte, neubearbeitete und bereicherte Auflage. Druck und Verlag von G. D. Bädeker, Essen 1873. (Titelblatt)